# Alleyne Francique
Alleyne Jeremy Francique (St. Andrew, 7 juni 1976) is een voormalige Grenadiaanse atleet, die was gespecialiseerd in de 400 m. Hij nam driemaal deel aan de Olympische Spelen.
Zijn eerste internationale medaille behaalde Francique in 2003 bij de wereldatletiekfinale in Monaco. Met een tijd van 45,25 s eindigde hij op een derde plaats. Het jaar erop won hij goud op het WK indoor 2004 in 45,88. Op de Olympische Spelen van Athene plaatste hij zich in de finale, waar hij vierde werd in 44,66.
Op de wereldkampioenschappen atletiek 2005 in Helsinki stelde Alleyne Francique teleur door met een tijd van 46,59, ver boven zijn PR, te sneuvelen in de halve finale. In 2006 prolongeerde hij met een tijd van 45,54 op het WK indoor 2006 zijn titel. In maart van dat jaar won hij een zilveren medaille op de Gemenebestspelen 2006. Hij werd zesde op de wereldatletiekfinale en vierde op de Wereldbeker.
Op de Olympische Spelen van 2008 in Peking sneuvelde hij in de series met een tijd van 46,15.

## Titels
- Wereldkampioen 400 m - 2004, 2006
- NCAA kampioen 400 m (indoor) - 2002

## Persoonlijke records
Outdoor
| Onderdeel | Prestatie | Datum        | Plaats  |
| --------- | --------- | ------------ | ------- |
| 200 m     | 20,83 s   | 21 juni 2003 | Grenada |
| 300 m     | 33,08 s   | 27 mei 2007  | Eugene  |
| 400 m     | 44,47 s   | 8 mei 2004   | Osaka   |

Indoor
| Onderdeel | Prestatie | Datum            | Plaats          |
| --------- | --------- | ---------------- | --------------- |
| 400 m     | 45,35 s   | 24 februari 2002 | Fayetteville    |
| 500 m     | 1.02,29   | 12 februari 2000 | University Park |
| 600 m     | 1.18,12   | 13 maart 1999    | Charleston      |

## Palmares

### 400 m
Kampioenschappen
- 2001: 7e WK - 46,23 s
- 2003: 7e WK - 45,48 s
- 2003:  Wereldatletiekfinale - 45,25 s
- 2004:  WK indoor - 45,88 s
- 2004: 4e OS - 44,66 s
- 2004: 5e Wereldatletiekfinale - 45,27 s
- 2005: 7e Wereldatletiekfinale - 45,78 s
- 2006:  WK indoor - 45,54 s
- 2006:  Gemenebestspelen - 45,09 s
- 2006: 6e Wereldatletiekfinale - 45,28 s
- 2006: 4e Wereldbeker - 45,30 s
- 2007: 7e Wereldatletiekfinale - 46,27 s

Golden League-podiumplekken
- 2004:  Meeting Gaz de France – 45,22
- 2005:  Memorial Van Damme – 44,84 s